# Trizas de papel
Trizas de papel es el primer libro de escritos del venezolano José Antonio Ramos Sucre (Cumaná, 9 de junio de 1890 - Ginebra, Suiza, 13 de junio de 1930). Este libro lo publicó el poeta en 1921 para recoger, en una pequeña edición, todos los escritos que había publicado hasta esa fecha en periódicos y revistas. Una versión modificada de este primer libro será parte constitutiva de otra obra publicada por el poeta bajo el título La Torre de Timón en 1925. En 1991 y 70 años después de su aparición, se reimprime el libro, en Caracas, Venezuela, bajos el cuidado de Monte Ávila Editores.